# Cattleya bicolor
Cattleya bicolor Lindl., 1824 è una pianta della famiglia delle Orchidacee, endemica del Brasile.

## Descrizione
È un'orchidea di grandi dimensioni, epifita, con pseudobulbi a grappolo, lunghi e sottili, scanalati che portano due foglie apicali, oblunghe, coriacee. 

La fioritura avviene in primavera fino all'inizio dell'estate e occasionalmente c'è una seconda fioritura in autunno, ed è costituita da una breve infiorescenza con una grande guaina basale, che porta da uno a cinque fiori. Questi, grandi una decina di centimetri, molto robusti, di aspetto ceroso, profumati e di lunga durata hanno petali e sepali di colore che sfuma dal marroncino al rosa, mentre il labello è di un rosa brillante.

## Distribuzione e habitat
La specie è endemica del Brasile.

## Coltivazione
Questa pianta richiede una buona quantità d'acqua, specialmente nel periodo  vegetativo ed esposizione a mezz'ombra, temendo la luce diretta del sole.